# 阿夷里
阿夷里，為台灣彰化市的一個行政區，得名自該里境內的「阿夷」聚落，為彰化市第二大里，也是彰化縣人口快速成長的區域之一。主要原因之一是此地新成屋推出量較大，且距離台中較近，吸引一些通勤人口定居。

## 歷史與文化
阿夷里所在地理空間於清領時期位於彰化縣線東堡阿夷庄與牛稠仔庄。日治時代，位於臺中廳彰化支廳線東堡阿夷庄與牛稠仔庄內；大正9年改隸「臺中州彰化郡大竹庄」。昭和7年地方改制，隸屬於臺中州彰化郡彰化街的阿夷字及牛稠子字。昭和8年以後，全區則分屬臺中州彰化市的阿夷字與牛稠子字。
主祀五府千歲的福成宮為阿夷里信仰中心。

## 人口
目前里內共有9,888名在藉人口，從2006年至2013年10月截止，里民人口數增加了8.95%，同期間彰化市只成長了0.39%。由於阿夷里的土地利用逐漸飽和，也帶動鄰近古夷里的發展。

## 發展
里內有彰化縣立彰泰國民中學、彰化縣彰化市泰和國民小學等公立學校。並規劃有里民活動中心與公園綠地。是彰化市內少數有較大綠地面積的行政區。
由教育部體育署補助建設的彰北國民運動中心於2013年於本地建國東路基地開始興建，預計2015年完工。此為彰化縣第一個由中央出資、大型現代化的國民運動休閒場所。彰北國民運動中心主體結構設計為地下1層、地上4層之室內運動場館，興建工程總經費為3億1,000萬元，而為了全面性符合國人運動喜好，內部空間設施，特別規劃興建25＊17公尺溫水游泳池（含SPA區）、體適能中心、韻律教室、羽球場、桌球館及綜合(籃)球館等6項核心運動設施。南邊緊鄰著台塑化工彰化廠，未來亦將走向產業轉型或都市更新，並有在此增設臺鐵與臺中捷運綠線金馬車站的規劃。

## 脚注
1. ↑  . house.chcg.gov.tw.   [2017-10-31]. （原始内容存档于2019-06-09） （中文（臺灣））.
2. ↑  . archive.is. 2014-05-19  [2017-10-31]. （原始内容存档于2014-05-19）.